# 成田市立吾妻中学校
成田市立吾妻中学校（なりたしりつ あずまちゅうがっこう）は、千葉県成田市吾妻一丁目にある公立中学校。

## 概要
成田ニュータウン地区の東に位置する。新東京国際空港（現・成田国際空港）の開港に伴う人口流入により、昭和59年に733名の生徒数を数えたが、その後少子化により、2008年時点では約220名程とピーク時の3分の1以下の生徒数に減少していたが、最近でははなのき台の人口も増えておりクラス数も少しずつ増えている。現在、環境教育などに力を入れている。部活動も力を入れより良い結果を残せるよう練習に日々励んでいる。

## 沿革
- 1978年（昭和53年）4月 - 開校

## 校長
川崎 秀雄(2018〜2025）

## アクセス
- JR成田駅西口 1番線乗り場 京成バス千葉イースト「吾妻経由，成田湯川駅前行き」「吾妻中学校前下車」約1分。